# Пашканова, Лариса Юрьевна
Лариса Юрьевна Пашканова (до замужества Белоконь; род. 18 мая 1964, Ташкент) — советская пловчиха, многократная чемпионка СССР, трёхкратный призёр чемпионата Европы (1981), победительница международных соревнований «Дружба-84» (1984). Заслуженный мастер спорта СССР (1984).

## Биография
Родилась 18 мая 1964 года в Ташкенте. Начала заниматься плаванием в возрасте 8 лет у Тамары Евсеевой. В 1975 году продолжила тренироваться под руководством Владимира Манина, с 1981 года с ней работал Борис Зенов.
Специализировалась в плавании брассом. Наиболее значимых результатов добивалась в первой половине 1980-х годов. В 1981 году на чемпионате Европы в Сплите стала серебряным призёром на дистанции 200 метров и в комбинированной эстафете, а также выиграла бронзу в заплыве на 100 метров. В 1983 году на Универсиаде в Эдмонтоне завоевала три золотые медали в тех же дисциплинах. В 1984 году готовилась выступить на Олимпийских играх в Лос-Анджелесе, но политическое руководство СССР приняло решение об их бойкоте советскими спортсменами. На соревнованиях «Дружба-84» первенствовала на дистанции 200 метров, выиграла серебро в комбинированной эстафете и показала третий результат на стометровой дистанции.
В 1985 году окончила Узбекский государственный институт физической культуры. В 1986 году завершила свою спортивную карьеру. В 1986–2009 годах занималась тренерской деятельностью в Ташкенте. В 2009 году переехала в деревню Брёхово Солнечногорского района Московской области. С 2009 по 2016 год работала инструктором по спорту в московском оздоровительном комплексе «Рублёво», входящем в структуру ОАО «РЖД». 
В первой половине 2010-х годов участвовала в соревнованиях плавательного движения «Мастерс». В 2013 году стала двукратной победительницей и бронзовым призёром Всемирных игр ветеранов спорта в возрастной категории свыше 45 лет.  